# جن سون هوانگ
جن سون هوانگ (به انگلیسی: Jen-Hsun Huang) (زاده ۱۷ فوریه ۱۹۶۳) کارآفرین، سرمایه‌دار و مدیر اجرایی آمریکایی تایوانی‌تبار است، که هم‌اکنون به‌عنوان مدیرعامل شرکت انویدیا فعالیت می‌کند. هوانگ در سال ۱۹۹۳ با مشارکت کریس مالکوفسکی و کورتیس پریم، شرکت سخت‌افزاری انویدیا را برای برطرف کردن مشکل نمایش سه بعدی در کامپیوتر تأسیس نمود.

## فعالیت ها
نوآوری آن‌ها در مورد GPU در سال ۱۹۹۹ سبب شد تا بازار بازی‌های کامپیوتری رشد جهشی انجام دهد. فعالیت‌های آنها در انویدیا سبب بازنگری در ساختار گرافیک مدرن کامپیوتری شد و انقلابی در محاسبات موازی داده شد.
دستاورد GPU آن‌ها در عصر جدید سبب روشن شدن موتور هوش مصنوعی، بلاکچین، ماشین‌های خودران و ربات‌ها شد و دریچه جدید به جهان باز کرد.